# Federazione di baseball e softball del Burkina Faso
La Federazione burkinabé di baseball e softball (fra. Fédération Burkinabée de Baseball et Softball) è un'organizzazione fondata per governare la pratica del baseball e del softball in Burkina Faso.
Organizza il campionato maschile e di softball femminile, e pone sotto la propria egida la nazionale maschile e di softball femminile.